# Angiolini
Angiolini è il secondo album di Ambra Angiolini, pubblicato nel gennaio del 1996 dall'etichetta discografica RTI.

## Descrizione
L'album è stato largamente pubblicizzato all'interno del programma pomeridiano Generazione X di Italia 1, condotto dalla stessa Ambra (che aveva come sigla uno dei singoli dell'album, Tu sei). L'album è caratterizzato, come il precedente, da testi poco profondi ma da melodie orecchiabili.
Come per il precedente T'appartengo, anche questo album è stato tradotto e pubblicato nei paesi di lingua spagnola, con il titolo Angelitos.
L'album, pur non eguagliando il successo del precedente, raggiunge comunque la settima posizione della classifica dei dischi più venduti in Italia; vendendo, in totale, circa 300 000 copie.
Nel 1996 Angiolini è stato promosso con la partecipazione della cantante al Festivalbar con il brano Aspettavo te (in versione remix), che venne anche inserito nella compilation della manifestazione, e con un nuovo tour.
Il 14 aprile 2023 il disco torna nei negozi, per la prima volta su vinile, in edizione limitata. Grazie a questa pubblicazione, l'album entra per la prima volta nella classifica ufficiale dei vinili più venduti in Italia, alla posizione 11, mentre il 4 ottobre 2023 viene pubblicato per la prima volta in digitale e sulle piattaforme streaming.

## Tracce
Versione italiana
1. Tu sei – 3:24 (Ernesto Migliacci, Stefano Zarfati)
2. Ti stravoglio – 3:50 (testo: Francesco Migliacci Junior – musica: Ernesto Migliacci, Roberto Zappalorto)
3. Niente da capire – 4:12 (testo: G. Mastrillo, Peppi Nocera – musica: Peppi Nocera)
4. Oggi no – 4:42 (testo: Francesco Migliacci Junior – musica: Stefano Acqua, Stefano Magnanensi)
5. Aspettavo te – 4:08 (testo: Francesco Migliacci Junior – musica: Stefano Acqua, Stefano Magnanensi)
6. Adesso ti prendo – 3:20 (testo: Francesco Migliacci Junior – musica: Ernesto Migliacci, Stefano Zappalorto)
7. Ti do ancora amore – 4:25 (testo: Francesco Migliacci Junior – musica: Stefano Acqua, Giorgio Costantini)
8. Fermati – 3:40 (G. Giacomello, Roberto Pacco, Peppi Nocera)
9. Buoni amici – 4:00 (testo: Francesco Migliacci Junior – musica: Ernesto Migliacci, Roberto Zappalorto)
10. Mi fai bene, mi fai male – 4:12 (testo: Francesco Migliacci Junior, Ernesto Migliacci – musica: Ernesto Migliacci, Roberto Zappalorto)
11. Oggi no (reprise) – 2:54 (testo: Francesco Migliacci Junior – musica: Stefano Acqua, Stefano Magnanensi)

Versione spagnola (Angelitos)
1. Tú eres – 3:24 (Ernesto Migliacci, Stefano Zarfati)
2. Te extraquiero – 3:50 (testo: Francesco Migliacci Junior – musica: Ernesto Migliacci, Roberto Zappalorto)
3. Nada que decirte – 4:12 (testo: G. Mastrillo, Peppi Nocera – musica: Peppi Nocera)
4. Hoy no sé, mas mañana – 4:42 (testo: Francesco Migliacci Junior – musica: Stefano Acqua, Stefano Magnanensi)
5. Te esperaba a ti – 4:08 (testo: Francesco Migliacci Junior – musica: Stefano Acqua, Stefano Magnanensi)
6. Conmigo te prendo – 3:20 (testo: Francesco Migliacci Junior – musica: Ernesto Migliacci, Stefano Zappalorto)
7. Te doy más amores – 4:25 (testo: Francesco Migliacci Junior – musica: Stefano Acqua, G. Costantini)
8. Párate – 3:40 (G. Giacomello, Roberto Pacco, Peppi Nocera)
9. Como amigos – 4:00 (testo: Francesco Migliacci Junior – musica: Ernesto Migliacci, Roberto Zappalorto)
10. Me haces bien, me haces daño – 4:12 (testo: Francesco Migliacci Junior, Ernesto Migliacci – musica: Ernesto Migliacci, Roberto Zappalorto)

## Classifiche
| Classifica                           | Posizione |
| ------------------------------------ | --------- |
| Classifica settimanale album         | 8         |
| Classifica annuale (1996)            | 18        |
| Classifica settimanale vinili (2023) | 11        |